# Tom Rosenthal (actor)
Thomas Alan Smith Rosenthal (nacido el 14 de enero de 1988) es un actor, comediante y escritor inglés. Es mejor conocido por sus papeles televisivos como Jonny Goodman en Friday Night Dinner (2011-2020) y Marcus Gallo en Plebs (2013-2022). Ha escrito y realizado tres espectáculos de comedia stand-up: Child of Privilege (2011), благодаря (2013) y Manhood (2019-2020), el último de los cuales recibió elogios de la crítica en el Edinburgh Fringe Festival de 2019.

## Primeros años
Thomas Alan Smith Rosenthal nació en el área de Hammersmith de Londres el 14 de enero de 1988, hijo de la productora de Newsnight Christine (de soltera Smith) y el presentador de deportes de televisión Jim Rosenthal. Es descendiente de judíos alemanes a través de su padre, y uno de sus bisabuelos paternos es el médico y escritor judío alemán Oscar Levy. Una vez fue apodado un "niño privilegiado súper inteligente" por el London Evening Standard. Creció en Cookham, Berkshire, y estudió filosofía en el King's College de Londres. Sus primeras influencias cómicas fueron los programas de televisión Spaced, Brass Eye y Da Ali G Show.

## Carrera

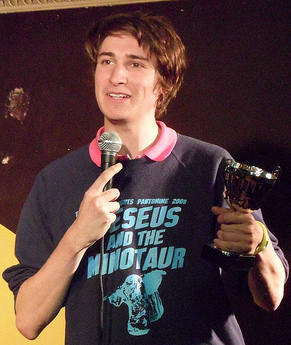
Rosenthal actuando en el Edinburgh Fringe Festival en 2010

En 2011, Rosenthal interpretó a Jonny Goodman en la comedia de situación de Channel 4 Friday Night Dinner, junto a Simon Bird, Tamsin Greig, Paul Ritter y Mark Heap. La comedia de situación se centró en la cena de Sabbat semanal en la familia judía secular Goodman de clase media en el norte de Londres. Rosenthal interpretó al hijo menor y él y Greig son los únicos dos miembros del reparto que tienen raíces judías en la vida real. La sexta y última serie estableció el récord de audiencia más alta para cualquier comedia en Channel 4 o E4 para personas de 16 a 34 años con una participación del 49.3%, y la audiencia promedio de la serie fue de 3.9 millones de espectadores. Tras la muerte de Ritter en 2021, se anunció que el programa no continuaría. Para celebrar el décimo aniversario del inicio del programa, se emitió un especial de aniversario en mayo de 2021.
En 2013, fue elegido como Marcus en la comedia de situación de ITV Plebs. La comedia de situación es una comedia ambientada en la Antigua Roma, que sigue a los personajes principales de Marcus, Stylax y Grumio. En 2020, se anunció que no se encargaría una sexta serie y, en cambio, se lanzaría un especial en forma de largometraje.
En 2014, creó y protagonizó un piloto de comedia para BBC iPlayer con Naz Osmanoglu, titulado Flat TV, que luego se encargó en una miniserie.
En 2015, interpretó un breve papel como Gary Thorp en la serie dramática de ITV Broadchurch.
En 2019, interpretó al soldado Pike en Dad's Army: The Lost Episodes, una recreación de tres episodios perdidos de la comedia de situación de la BBC Dad's Army. Ese mismo año, su tercer espectáculo de stand-up Manhood recibió elogios de la crítica en el Edinburgh Fringe Festival.

## Vida personal
Rosenthal estuvo en una relación con la presentadora de radio y televisión Vick Hope de 2013 a 2017. Es un ávido fanático del Arsenal FC, en marcado contraste con el apoyo de su padre al Oxford United FC.
Rosenthal dijo sobre sus raíces judías en 2011: "Me llaman comediante judío y estoy totalmente de acuerdo con eso, pero realmente no puedo informar ninguna de las actuaciones que he hecho este año con antecedentes judíos. Pero he aprendido mucho sobre la cultura y me ha dado un gran orgullo hacerlo".
En 2019, Rosenthal comenzó a hablar sobre su experiencia negativa con la circuncisión y su oposición a ella, además de hablar sobre cómo la experiencia se cruzó con su lucha contra el trastorno obsesivo-compulsivo. Afirmó: "La verdad es que mis padres fueron puestos a cargo de mi bienestar y me hicieron algo que nunca se podrá remediar. [...] El último judío propiamente dicho de nuestra familia data de hace cuatro generaciones. Mi papá fue circuncidado por razones médicas, lo cual es otra maldita madriguera porque muchos de esos casos están mal diagnosticados. [...] El objetivo es reconocer que si esto te ha pasado y te sientes bien al respecto, eso es genial. Pero si no te sientes bien, lo cual me pasa a mí, entonces estás justificado".

## Filmografía

### Televisión
| Año           | Título                        | Papel                   | Notas                        |
| ------------- | ----------------------------- | ----------------------- | ---------------------------- |
| 2011–2020     | Friday Night Dinner           | Jonny Goodman           |                              |
| 2012          | Dave's One Night Stand        | Himself                 | Serie 4, Episodio 3          |
| 2013          | Breathless                    | Sam Rothe               |                              |
| 2013–presente | Plebs                         | Marcus                  |                              |
| 2014–2016     | Flat TV                       | Tom                     |                              |
| 2015          | Broadchurch                   | Gary Thorp              |                              |
| 2015          | Bear Grylls: Mission Survive  | Himself                 |                              |
| 2015          | Horrible Histories            | Alfred the Great        | Serie 6, Episodio 2          |
| 2015–2017     | Drunk History                 | Drunk Storyteller       | 5 episodios                  |
| 2016–2019     | Thunderbirds Are Go           | Brandon Berrenger (voz) |                              |
| 2017          | Absolutely Fine               | Tom                     |                              |
| 2019          | Dad's Army: The Lost Episodes | Private Pike            |                              |
| 2020          | Ibiza Weekender               | Narrator                |                              |
| 2022          | Red Rose                      | Douglas Sensei          | Episodio: "Manchester Innit" |
| 2022–presente | Lloyd of the Flies            | Lloyd B. Fly            |                              |

### Películas
| Año  | Título                            | Papel               | Notas        |
| ---- | --------------------------------- | ------------------- | ------------ |
| 2013 | Scar Tissue                       | Mike Hunt           |              |
| 2014 | Benny & Jolene                    | Tommy               |              |
| 2016 | Elderflower                       | Felix               | Cortometraje |
| 2016 | Bridget Jones's Baby              | Josh                |              |
| 2018 | Under The Weather                 | Edward Cirrus (voz) | Cortometraje |
| 2020 | Settlers                          | Ian                 | Cortometraje |
| 2023 | Operation Fortune: Ruse de Guerre | Trent               |              |

## Stand-up
| Año       | Título             | Notas                          |
| --------- | ------------------ | ------------------------------ |
| 2011      | Child of Privilege | Escrita e interpretada por Tom |
| 2013      | благодаря          | Escrita e interpretada por Tom |
| 2019-2020 | Manhood            | Escrita e interpretada por Tom |